# Басиров, Роман
Роман Басиров (1956—1997) — советский самбист.

## Карьера
Уроженец Сталинска. Заниматься самбо начал в спортивном клубе «Запсибовец» (тренер - А. Низюк). Трижды (1977, 1981 и 1982) становится бронзовым призёром чемпионата СССР.
В 1982 году стал обладателем кубка мира в Испании. В 1982 году завоёвывает бронзу чемпионата мира.
Практически сразу после бронзы мирового чемпионата уходит из активного спорта на тренерскую работу, став директором школы самбо. Окончил Новокузнецкий педагогический институт (естественно-географический факультет).
С переходом к рыночной экономике уходит в бизнес. Трагически погиб в 1997 году.